# Porsche 997
Porsche 997 — внутреннее обозначение для шестого поколения спорткара Porsche 911, выпускавшегося c 2004 по 2012 год. Автомобиль пришёл на смену поколению Porsche 996.

## История
В 2004 году на смену линейке Porsche 996 пришли 997-е, представленные в июле. 997 получили базовый профиль от 996 (снизив коэффициент аэродинамического сопротивления автомобиля до 0,28), но с очертаниями от Porsche 993. В дополнение новая передняя часть автомобиля напоминает старшее поколение традиционными фарами «глаза жука», интерьер также был переделан с использованием строгих линий предыдущих поколений, при этом смотрелся оригинально и современно. От 996 новые 997 унаследовали меньше трети частей, при этом по техническим показателям остались очень близки к предыдущему поколению. Изначально было представлено две версии 997-х — заднеприводные Carrera и Carrera S. Основная Carrera производила 325 PS (239 кВт) своим оппозитным 6-ти цилиндровым 3,6 л. двигателем, более мощная Carrera S с 3,8 л. (также оппозитным 6-ти цилиндровым) двигателем — 355 PS (261 кВт). Помимо этого на более мощной Carrera S также шли 19-ти дюймовые «Lobster fork» колёса, более мощные и большие тормоза, более спортивная подвеска совместимая с PASM (активное управление подвеской Porsche), которое позволяет осуществлять электронную настройку подвески, ксеноновые фары и спортивный руль.

## Модификации

### 997 Carrera GTS
Модель дебютировала на Парижском автосалоне 2010. Построен на платформе обычной 911-модели Carrera S.

### 997 Turbo
Этот автомобиль на каждый день имеет шестицилиндровый оппозитный двигатель с двумя турбинами, объёмом в 3.6 литра, который производит 480 л. с., с нуля до сотни за 3,3 секунды, а максимальная скорость 320 км/ч. Он довольно комфортный и даже немного практичный и выброс углекислого газа всего 300 кубов. В нём можно возить детей в школу, потому что у него, в отличие от многих других суперкаров, есть второй ряд сидений. В нём новая система полного привода, которая прекрасно держит траекторию.
В Top Gear Джереми Кларксон сказал «Всё равно что нестись на реактивном самолёте», это говорит о том, насколько быстр этот автомобиль.

### 997 GT3 RS

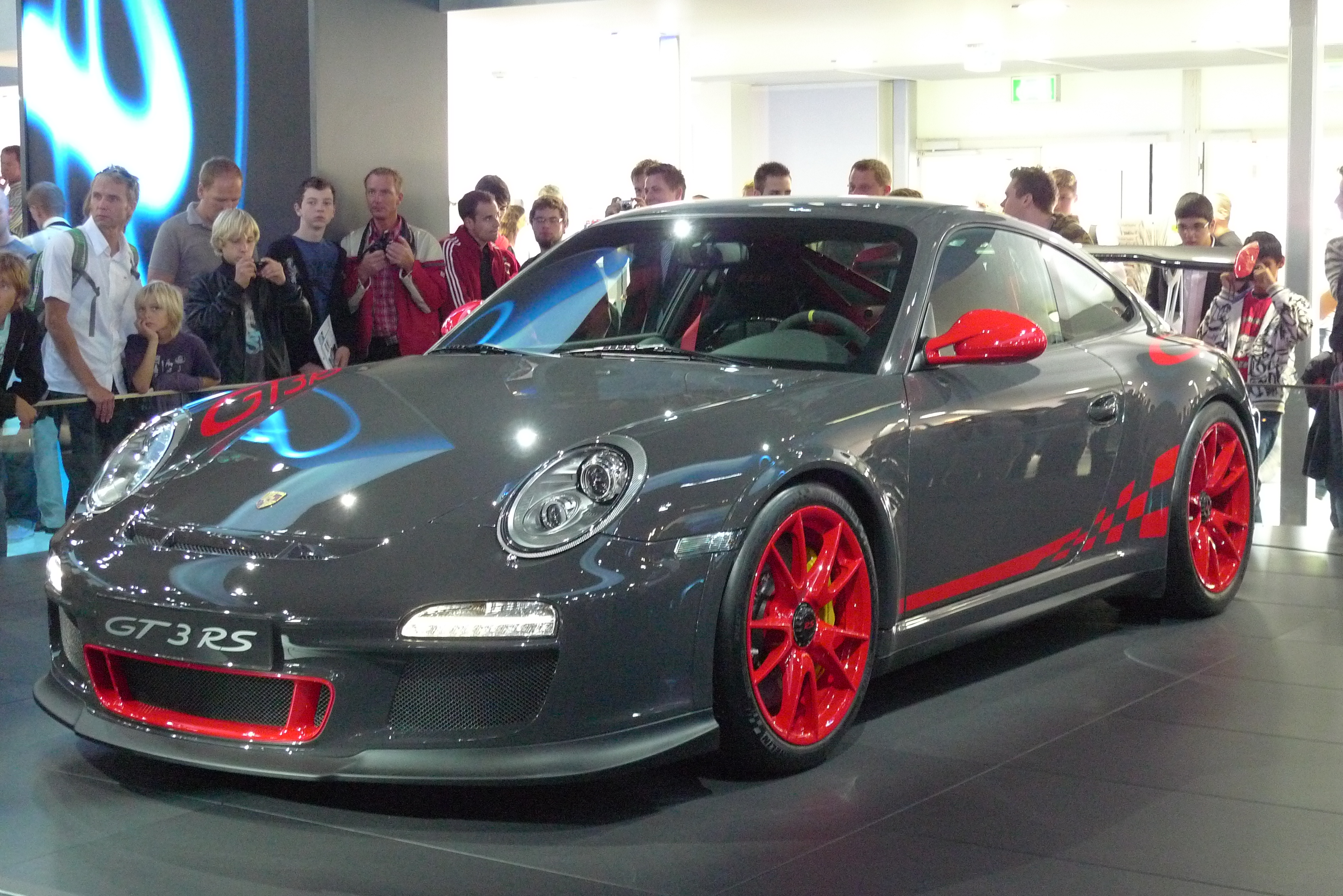
Porsche 997 GT3 RS (2009)

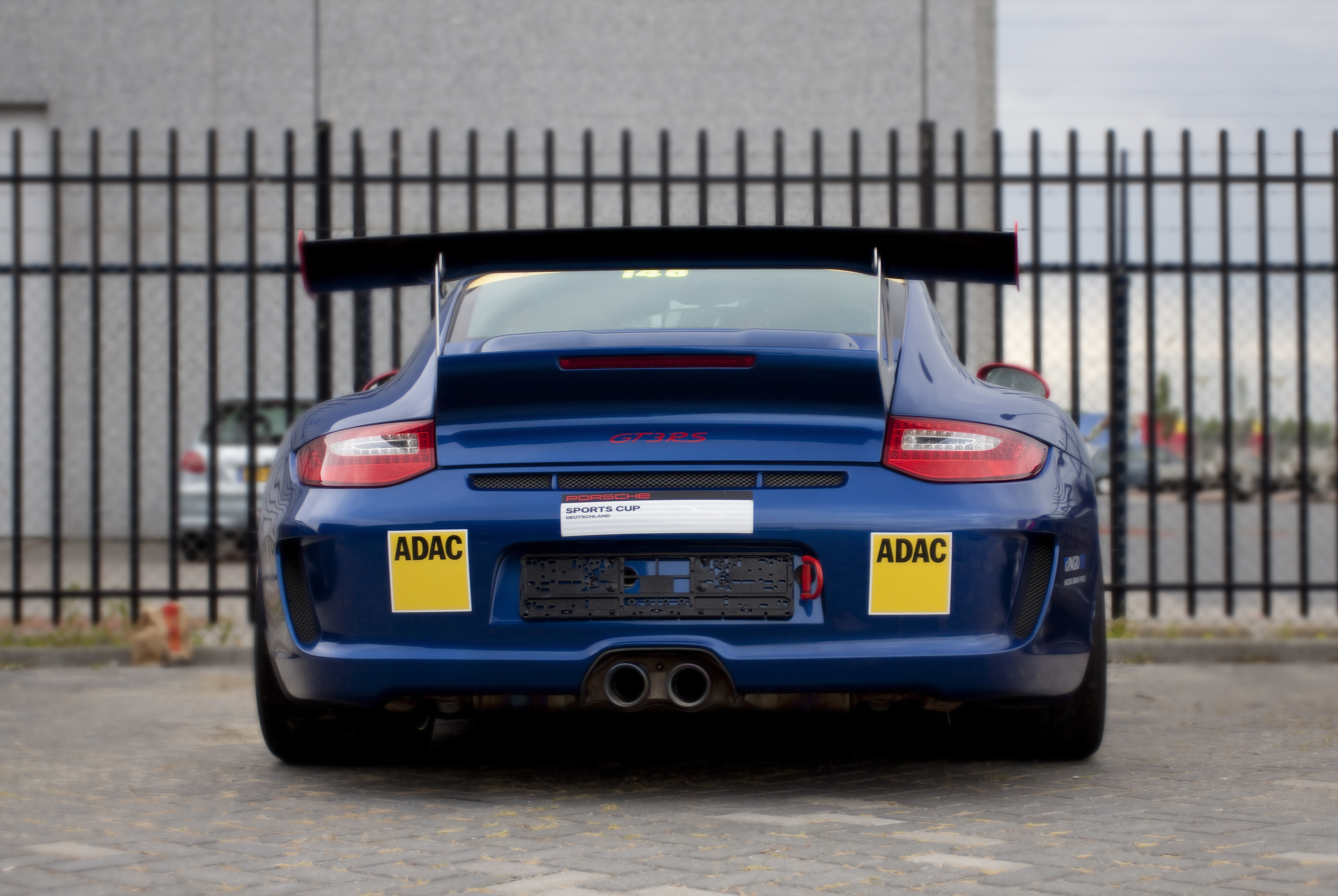
Porsche 997 GT3 RS (2009)

От обычной модификации такую машину можно отличить за счет появления двухцветного оформления экстерьера и использования аэродинамического обвеса кузова с задним карбоновым спойлером, в который встроены два патрубка выпускной системы.
В моторном отсеке заднеприводного суперкара находится атмосферный 3,8-литровый шестицилиндровый двигатель мощностью 450 лошадиных сил, что на 15 и 35 лошадиных сил больше, чем у стандартного Porsche 997 GT3 и предшествующей версии RS соответственно. Агрегатируется такой мотор только с «укороченной» шестиступенчатой механической коробкой передач. По данным производителя, новинка способна разгоняться с нуля до сотни за четыре секунды и достигать максимальной скорости 310 километров в час.
Помимо этого, автомобиль получил расширенную переднюю и заднюю колею, титановую выпускную систему, модернизированную активную подвеску PASM, мощные тормозные механизмы, каркас безопасности в салоне и 19-дюймовые колесные диски с покрышками размерностью 245/35 на передней оси и 325/30 на задней. В качестве опции предлагается замена обычного свинцового аккумулятора на литий-ионный аналог, что позволит уменьшить массу машины ещё на 10 килограммов.
В программе «Top Gear» Ричард Хаммонд утверждал, что это «Улучшенная версия улучшенной версии улучшенной версии самой лучшей машины в мире».

### 997 GT2 RS

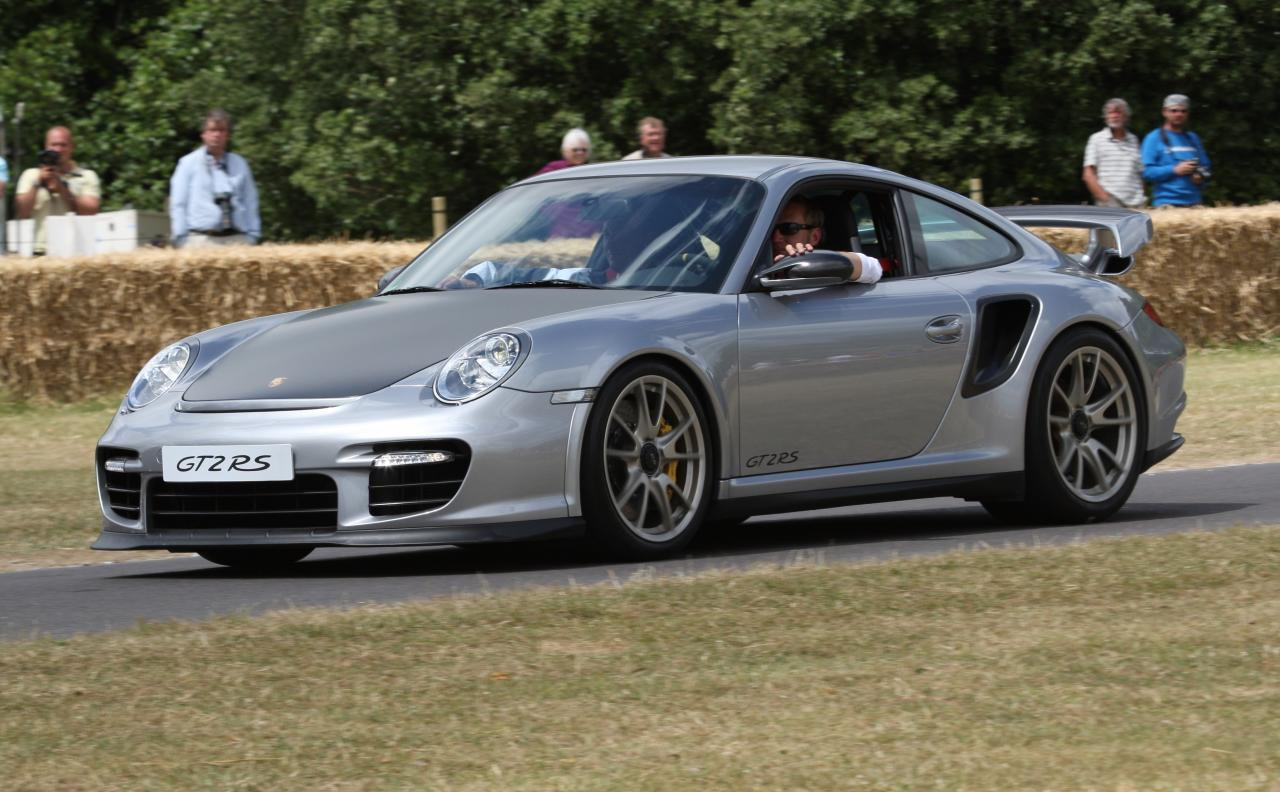
Porsche 997 GT2 RS (2010)

От базового 997 GT2 версия RS отличается сниженной на 70 килограммов массой (до 1370 килограммов), форсированным до 620 лошадиных сил 3,6-литровым турбомотором с двумя турбонагнетателями, а также перенастроенной подвеской и карбон-керамическими дисковыми вентилируемыми тормозными дисками. Трансмиссия — только шестиступенчатая механика.
В базовой комплектации 997 GT2 RS будет оснащаться 19-дюймовыми колесными дисками с шинами неодинаковой размерности на передней и задней оси: 245/35 спереди и 325/30 сзади. В салоне останется только два сиденья — два спортивных «ковша», каркас которых будет выполнен из карбона, а вместо дверных ручек появятся нейлоновые петли. Подвеска — независимая, пружинная.
Мировая премьера 997 GT2 RS — состоится в августе текущего года на международном автосалоне в Москве. Всего планируется выпустить 500 экземпляров. Ориентировочная стоимость новинки — 245 тысяч долларов США.